# Glossop Howard bárója
A Glossop Howard bárója (Baron Howard of Glossop) az Egyesült Királyság nemesi címei közé tartozik, 1975 óta pedig a Norfolk hercege cím egyik alcíme. A címet 1869-ben hozták létre Edward Howard, liberális politikus számára, aki Henry Fitzalan-Howard, Norfolk 13. hercegének második fia volt. Unokája, a harmadik báró (aki apját követte a címben), Mona Stapletonnal, Beaumont 11. bárónőjével kötött házasságot. Legidősebb fiuk, Miles, 1971-ben anyjától örökölte a Beaumont báróságot, majd 1972-ben apjától a glossopi Howard báróságot. 1975-ben pedig apja másodunokatestvére, Bernard Fitzalan-Howard, Norfolk 16. hercegének halála után megörökölte a Norfolk hercegi címet is. A két bárói cím ma a Norfolk hercegség alárendelt címei közé tartozik. A hercegség további történetéért lásd Norfolk hercege címet.
A szócikk speciális jelölései
A szócikkhez szorosan kötődő főnemesi címek mellett előfordulhat a ( 1488 II) jelzés. Ez azt jelenti, hogy a nemesi címet a skót peerage-ben, főrendben hozták létre 1488-ban. Ez volt a cím második létrehozása. Gyakran csak a létrehozás sorszámát jelentő római számokat adjuk meg.

## Bárók
Edward Fitzalan-Howard (1818–1883), Glossop Howard 1. bárója
Edward Fitzalan-Howard Henry Howard, Norfolk 13. hercegének és George Leveson-Gower Sutherland 1. hercege lányának, Charlotte Leveson-Gowernek a második fia volt. Bátyja Henry Fitzalan-Howard volt Norfolk 14. hercege. Tanulmányait a Cambridge-i Egyetem Trinity College-ban végezte. Howard 1846-ban tagja lett a Titkos tanácsnak, és John Russell első kormányában a királyi háztartás alelnökévé nevezték ki, annak ellenére, hogy nem volt parlamenti képviselő. Két évvel később Horsham képviselője lett a parlamentben. 1852-ig megtartotta alelnöki tisztségét, amikor Russell kormánya megbukott. Ugyanebben az évben Arundel képviselőjévé választották, amely posztot 1868-ig töltötte be. 1869-ben Glossop Howard bárója címet kapta Derby grófságban. 1860 és 1868 között Howard a Henry Fitzalan-Howard, Norfolk 15. hercegének kiskorúsága alatt helyettes Earl Marshal volt.
Jelentős szerepet játszott a római katolikus általános oktatás támogatásában. 1869 és 1877 között a Katolikus Szegényiskolák Bizottságának elnöke volt. Elnökként létrehozta a Katolikus Oktatási Válságalapot, amelyhez maga 5000 fontot adományozott, és további 20 000 fontot gyűjtött családjától. Ennek eredményeként Angliában több mint 70 000 új diák számára biztosítottak oktatást, összesen legalább 350 000 font költséggel. Jelentős földbirtokkal rendelkezett, Észak-Angliában és Skóciában összesen 7200 hektár föld volt a tulajdonában.
Francis Edward Fitzalan-Howard (1859–1924), Glossop Howard 2. bárója
Derbyshire-ben a békebíró, Inverness-shire-ben a hadnagy helyettesi tisztséget töltötte be.
Bernard Fitzalan-Howard (1885–1972), Glossop Howard 3. bárója
Bernard Fitzalan-Howard az Oratory Schoolban tanult, majd a Cambridge-i Egyetem Trinity College hallgatója volt. Az első világháborúban harcolt, és a Lovat Scouts Yeomanry századosi rangját érte el. 1920-ban elnyerte a Brit Birodalom Rendjének tagja (MBE) kitüntetést. 1924. szeptember 22-én örökölte a Howard of Glossop bárói címet. Emellett a Szuverén Máltai Lovagrend Bailiff Grand Cross fokozatával is kitüntették. 1962. május 17-től unokatestvérének, Norfolk 16. hercegének vélelmezett örököse volt, de alig több mint két évvel korábban elhunyt nála. Szokás szerint, amikor legidősebb fia, Miles, 1975-ben örökölte a hercegi címet, II. Erzsébet királynő királyi előjogi rendeletet adott ki, amely biztosította Bernard fiatalabb gyermekei számára azt a rangot és előjogokat, amelyek akkor illették volna meg őket, ha apjuk elég hosszú ideig élt volna ahhoz, hogy maga is örökölje a címet.
Felesége Mona Stapleton, Beaumont 11. bárónője 1894-ben született. Apja, Lord Beaumont, 1895-ben balesetben hunyt el, amikor vadászat közben véletlenül lelőtte magát. Halála után a Beaumont báróság öröklése körül vita alakult ki, de végül 1896-ban, Viktória királynő döntése alapján Mona kapta meg a címet, így lett a barónő.
Mindegyik gyerek M betűvel kezdődő keresztnevet kapott: Miles, Michael, Mariegold Magdaline, Martin, Miriam, Miranda Mary, Mirabel Magdalen és Mark.
Miles Fitzalan-Howard (1915–2002), Glossop Howard 4. bárója, Norfolk 17. hercege (1975)
Edward Fitzalan-Howard, Norfolk 18. hercege, Glossop Howard 5. bárója

## Családfa
A családfán csak a szócikk szempontjából fontos személyeket tüntettük fel.
- Henry Howard (1791–1856),  Norfolk 13. hercege ∞ Charlotte Sophia Leveson-Gower (1788–1870)[m 5]
  - Henry Fitzalan-Howard (1815–1860),  Norfolk 14. hercege
    - Henry Fitzalan-Howard (1847–1917),  Norfolk 15. hercege ∞¹ Flora Abney-Hastings (1854–1887)[m 6] ∞² Gwendolen Constable-Maxwell (1877–1945)[m 7] ♥
      - Bernard Fitzalan-Howard (1908–1975),  Norfolk 16. hercege

        - ... Lord Herries of Terregles[m 8]

    - Edmund FitzAlan-Howard (1855–1947),  Derwent FitzAlan 1. vikomtja[m 9]

  - Edward Fitzalan-Howard (1818–1883),  Glossop Howard 1. bárója
    - Angela Fitzalan-Howard (1855–1919)
      - Gwendolen Fitzalan-Howard (1877–1945) ∞ Henry Fitzalan-Howard (1847–1917),  Norfolk 15. hercege ♥

    - Gwendolen Fitzalan-Howard (1854–1932) ∞ John Crichton-Stuart (1847–1900),  Bute 3. márkija
    - Francis Edward Fitzalan-Howard (1859–1924),  Glossop Howard 2. bárója
      - Bernard Fitzalan-Howard (1885–1972) Glossop Howard 3. bárója ∞ Mona Josephine Tempest Stapleton (1894–1971),  Beaumont 11. bárónője
        - Miles Fitzalan-Howard (1915–2002),  Norfolk 17. hercege
          - Edward Fitzalan-Howard (1956–),  Norfolk 18. hercege
            - (1) Henry Fitzalan-Howard (1987–), Arundel grófja
            - (2) Thomas Fitzalan-Howard (1992–)
            - (3) Philip Fitzalan-Howard (1996–)

## Címer
A címer a Norfolk hercegek címere, de a pajzstartókon félhold megkülönböztetéssel, ami a második fiúra utal.

## Fordítás
- Ez a szócikk részben vagy egészben  a   Baron Howard of Glossop című angol Wikipédia-szócikk ezen változatának fordításán alapul.  Az eredeti cikk szerkesztőit annak laptörténete sorolja fel. Ez a jelzés csupán a megfogalmazás eredetét és a szerzői jogokat jelzi, nem szolgál a cikkben szereplő információk forrásmegjelöléseként.
- Ez a szócikk részben vagy egészben  az   Edward Fitzalan-Howard, 1st Baron Howard of Glossop című angol Wikipédia-szócikk ezen változatának fordításán alapul.  Az eredeti cikk szerkesztőit annak laptörténete sorolja fel. Ez a jelzés csupán a megfogalmazás eredetét és a szerzői jogokat jelzi, nem szolgál a cikkben szereplő információk forrásmegjelöléseként.
- Ez a szócikk részben vagy egészben  a   Bernard Fitzalan-Howard, 3rd Baron Howard of Glossop című angol Wikipédia-szócikk ezen változatának fordításán alapul.  Az eredeti cikk szerkesztőit annak laptörténete sorolja fel. Ez a jelzés csupán a megfogalmazás eredetét és a szerzői jogokat jelzi, nem szolgál a cikkben szereplő információk forrásmegjelöléseként.